# West of England Challenger
Il West of England Challenger è stato un torneo professionistico di tennis giocato su campi in erba. Faceva parte dell'ATP Challenger Series. Si giocava annualmente a Bristol in Gran Bretagna.

## Albo d'oro

### Singolare
| Anno | Campione            | Finalista        | Punteggio           |
| ---- | ------------------- | ---------------- | ------------------- |
| 2003 | Massimo Dell'Acqua  | David Prinosil   | 6–4, 6–4            |
| 2002 | Karol Beck          | Alexander Peya   | 6–0, 6–3            |
| 2001 | Jamie Delgado       | Alexander Peya   | 6–3, 6–1            |
| 2000 | Andy Ram            | Julian Knowle    | 6–3, 6–3            |
| 1999 | Raemon Sluiter      | Chris Wilkinson  | 6–3, 6(2)–7, 7–6(4) |
| 1998 | Denis Van Uffelen   | Adriano Ferreira | 6–3, 6–2            |
| 1997 | Stefano Pescosolido | Mark Petchey     | 7–6, 7–6            |
| 1996 | Ben Ellwood         | Nick Weal        | 6–4, 6–3            |
| 1995 | Jeremy Bates        | Andrew Foster    | 6–7, 6–4, 6–3       |
| 1994 | Ross Matheson       | Arne Thoms       | 6–3, 6–4            |
| 1993 | Chris Bailey        | Mark Knowles     | 3–6, 7–5, 6–3       |
| 1992 | Patrick Baur        | Jamie Morgan     | 4–6, 7–6, 6–1       |
| 1991 | John Fitzgerald     | Peter Nyborg     | 6–3, 7–5            |
| 1990 | Christian Saceanu   | Arnaud Boetsch   | 6–3, 6–7, 6–3       |

### Doppio
| Anno | Campioni                             | Finalisti                        | Punteggio            |
| ---- | ------------------------------------ | -------------------------------- | -------------------- |
| 2003 | Jean-François Bachelot Nicolas Mahut | Daniel Kiernan David Sherwood    | 7–6(4), 5–7, 7–6(5)  |
| 2002 | Dejan Petrović Aisam-ul-Haq Qureshi  | Daniele Bracciali Gianluca Pozzi | 6–3, 6–2             |
| 2001 | Wesley Moodie Shaun Rudman           | Gilles Elseneer Tuomas Ketola    | 6–4, 6–3             |
| 2000 | Jordan Kerr Damien Roberts           | Noam Behr Eyal Erlich            | 6–3, 1–6, 6–3        |
| 1999 | Jan-Ralph Brandt Jeff Coetzee        | Luke Bourgeois Dejan Petrović    | 6–4, 6–3             |
| 1998 | Maks Mirny Vladimir Volčkov          | Wayne Arthurs Ben Ellwood        | 6–4, 3–6, 7–6        |
| 1997 | Torneo non terminato                 | Torneo non terminato             | Torneo non terminato |
| 1996 | Petr Pála Andrew Richardson          | Lionel Barthez Patrick Baur      | 6–2, 6–4             |
| 1995 | Lionel Barthez Stéphane Simian       | Sander Groen Arne Thoms          | 7–5, 7–5             |
| 1994 | Pietro Pennisi Alex Rădulescu        | Massimo Bertolini Dick Norman    | 6–4, 7–5             |
| 1993 | Torneo non completato                |                                  |                      |
| 1992 | Darren Kirk Brent Larkham            | Kent Kinnear Peter Nyborg        | 3–6, 7–6, 6–4        |
| 1991 | Nduka Odizor Michiel Schapers        | Paul Hand Branislav Stankovič    | 4–6, 7–5, 7–6        |
| 1990 | Andrej Ol'chovskij Olli Rahnasto     | Arnaud Boetsch Peter Nyborg      | 7–5, 6–4             |